# Поклон за рођендан
Поклон за рођендан је друга сингл-плоче певачице Снежане Ђуришић. Објављена је 1971. године у издању дискографске куће Београд диск.

## Песме
| Страна | Песма              | Аутори                                           |
| ------ | ------------------ | ------------------------------------------------ |
| А      | Поклон за рођендан | Жарко Павловић Ваљевац (м), Ратомир Ивановић (т) |
| Б      | Љубомора клета     | Жарко Павловић Ваљевац (м), Ратомир Ивановић (т) |